# Ier concile de Tolède

Le premier concile de Tolède s'est tenu à Tolède, dans l'actuelle Espagne, durant l'année 400.

## Participants
Dix-neuf évêques hispaniques participent à ce concile parmi lesquels Lampius (ou Lampi), l'évêque de Barcelone, sous la présidence de Patruin de Merida.

## Déroulement
Le concile ouvre le 1er septembre de l'an 400.
Patruin propose, en ouverture du concile, de rétablir le symbole de Nicée et d'excommunier tous ceux qui ne suivraient pas ce règlement.
Après la proclamation des canons, quelques évêques et prêtres pricillianistes renoncent à leurs pratiques sectaires et sont rétablis dans l'Église. Les évêques de Galice, persistant dans leur déviance, sont excommuniés, et une profession de foi leur est adressée leur permettant à tout moment d'abandonner le pricillanisme et de réintégrer l'Église.

## Canons
La principale préoccupation du concile était de condamner l'hérésie pricillianiste et de défendre le Symbole de Nicée. Il faudra attendre 127 ans avant qu'un nouveau concile ait de nouveau lieu à Tolède.
Vingt canons sont proclamés qui concernent principalement la discipline ecclésiastique.